# Sainte-Soulle
Sainte-Soulle is een gemeente in het Franse departement Charente-Maritime (regio Nouvelle-Aquitaine). De plaats maakt deel uit van het arrondissement La Rochelle. Sainte-Soulle telde op 1 januari 2022 5.016 inwoners.

## Geografie
De oppervlakte van Sainte-Soulle bedroeg op 1 januari 2022 21,82 vierkante kilometer; de bevolkingsdichtheid was toen 229,9 inwoners per km².
De onderstaande kaart toont de ligging van Sainte-Soulle met de belangrijkste infrastructuur en aangrenzende gemeenten.

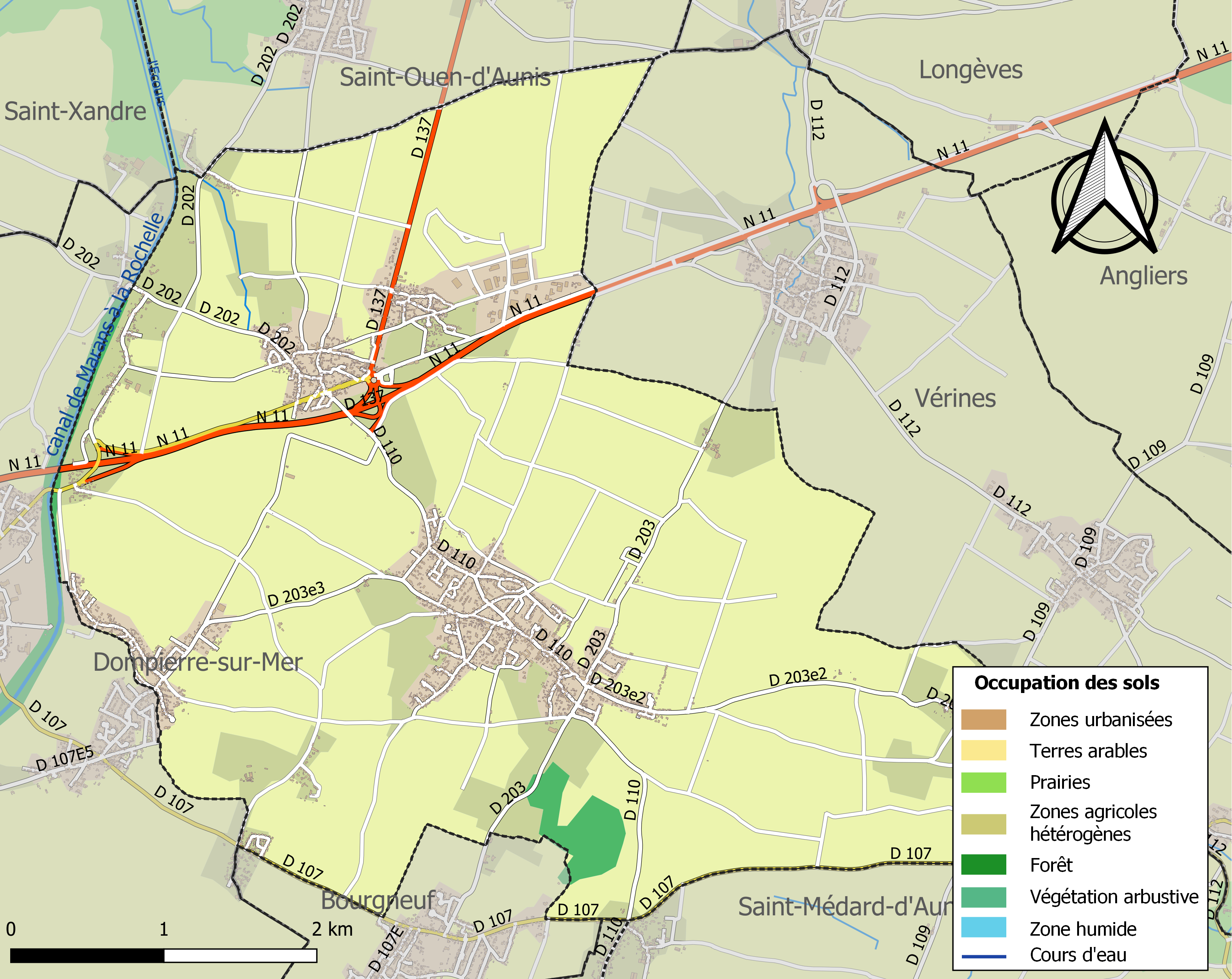

## Demografie
Onderstaande figuur toont het verloop van het inwonertal (bron: INSEE-tellingen).